# 澤田淳
澤田 淳（さわだ ただし、1936年（昭和11年） - ）は、日本の医師（小児科学）。京都府立医科大学名誉教授。世界で初めて神経芽腫（小児がん）マス・スクリーニングを開始。世界に類を見ない大規模2300万人超のコホート研究を生み出した。京都市子ども保健医療相談・事故防止センター（京あんしんこども館）センター長。

## 略歴
大阪府生まれ、大阪府立清水谷高等学校卒業。京都府立医科大学医学部医学科卒業、京都府立医科大学大学院医学研究科臨床医学専攻（博士課程）修了。1968年（昭和43年）京都府立医大の助手、1975年助教授、1986年教授に就任した。
1974年神経芽腫の子供を治したい思いから、世界で初めて乳児の神経芽腫マス・スクリーニングを開始した。この手法は腫瘍から分泌の代謝物質が尿に排出される点に着目し、これを腫瘍マーカーとして測定。生後6ヶ月になった際に尿を送れば神経芽腫の有無を診断できるという画期的な方法で、1985年に日本全国で実施。さらに諸外国のイギリス、ドイツ、フランスなどにも拡がった。
その後28年以上にわたり澤田の研究室がマス・スクリーニング受験者の疫学調査を行い、2500例を超すデータを蓄積。これを小児外科学会のデータ・死亡届をもとに世界に類を見ない2300万人超の大規模コホート研究としてまとめ上げ、血液を用いた遺伝子診断法の開発につながった。この遺伝子診断法は国内外で高く評価され、科学技術分野の文部科学大臣表彰科学技術賞（開発部門、2008年度）を受賞している。

## 人物
澤田は、医局はもとより府立医大の発展に注力。小児科の神経や代謝・内分泌、腫瘍、血液、アレルギー、腎臓、新生児の各分野を充実させただけでなく、1995年（平成7年）「第10回日本小児がん学会」総会を、1997年10月「第44回日本小児保健学会」総会を、1998年には当時の皇太子徳仁および同妃雅子も参列した第30回「国際小児がん学会（SIOP）」も主宰した。
医療センター長などを務め、2000年（平成12年）定年退官。同年京都第二赤十字病院院長。2006年京都市子ども保健医療相談・事故防止センター（京（みやこ）あんしんこども館）のセンター長。京都府教育委員会のスーパーバイザー、府いじめ対策の有識者会議の委員なども務める
1975年（昭和50年）に「母子保健奨励賞」（厚生省など）を、1995年には安田記念医学賞（公益財団法人安田記念医学財団）を受賞した。

## 著書
- 『最新小児保健』（日本小児医事出版社、2006年）
- 『最新子ども保健』（日本小児医事出版社、2013年）

### 共著
- 『ナースの小児科学』 (中外医学社、2007年）
- 『京の子ども明日へのとびら』（京都府教育委員会、大阪書籍、2007年）

### 編著
- 『小児科学』（医学書院、1997年[6]）